# Terry-Thomas
Terry-Thomas, egentligen Thomas Terry Hoar Stevens, född 14 juli 1911 i Finchley, London, död 8 januari 1990 i Godalming, Surrey, var en brittisk skådespelare och komiker.
Mustaschprydd, med mellanrum mellan framtänderna, specialiserade han sig på att göra karikatyrer på engelska överklasstyper i filmer såsom Tummeliten (1958), Dina pengar är mina pengar (1959), En ding, ding, ding, ding värld (1963) och Dessa fantastiska män i sina flygande maskiner (1964). Under 1960- och 70-talet medverkade Terry-Thomas i även i ett antal franska filmer, den kanske mest kända är Den stora kalabaliken från 1966.  Han var god vän med de franska komikerna Louis de Funes och Bourvil.
Under 1970-talet drabbades Terry-Thomas av Parkinsons sjukdom, vilket tvingade honom att avsluta sin framgångsrika karriär som även omfattade scen, radio och TV.

## Filmografi i urval
- 1956 – Kompaniets svarta får
- 1956 – Ulf i fårakläder
- 1957 – Oss mördare emellan
- 1957 – Skolflickorna slår till igen
- 1957 – Lucky Jim
- 1958 – Tummeliten
- 1958 – Man är väl diplomat
- 1959 – Dina pengar är mina pengar
- 1959 – Oss bovar emellan
- 1960 – Skola för skojare
- 1960 – Pälsligan
- 1962 – Bröderna Grimms underbara värld
- 1962 – Mord på rum 7
- 1962 – Ungkarlsprofessorn
- 1963 – En ding, ding, ding, ding värld
- 1963 – Musen på månen
- 1965 – Hur man mördar sin fru
- 1965 – Dessa fantastiska män i sina flygande maskiner
- 1966 – Den stora kalabaliken
- 1966 – Vik hädan, monster
- 1967 – Höj inte bron, sänk floden
- 1967 – Guide för gifta män
- 1967 – The Karate Killers
- 1967 – Arabella
- 1967 – Ett fall för inspektör Green
- 1968 – Vad hände när ljuset slocknade?
- 1968 – Flickan i turkos bikini
- 1968 – Den vilda bankkuppen
- 1969 – Monte Carlo-rallyt eller Dessa fantastiska män i sina skumpande skraltiga automobiler
- 1969 – Tolv plus en
- 1971 – Dr Phibes – den fasansfulle
- 1972 – Dr. Phibes kommer tillbaka
- 1973 – Skräckens valv
- 1973 – Robin Hood
- 1976 – Spanish Fly
- 1977 – Glöm inte kamelerna
- 1978 – En jycke för mycket